# Lonchorhina inusitata
Lonchorhina inusitata (Handley & Ochoa, 1997) è un Pipistrello della famiglia dei Fillostomidi diffuso nell'America meridionale.

## Descrizione

### Dimensioni
Pipistrello di medie dimensioni, con la lunghezza totale tra 119 e 132 mm, la lunghezza dell'avambraccio tra 52,4 e 56,8 mm, la lunghezza della coda tra 56 e 67 mm e un peso fino a 16,5 g.

### Aspetto
Le parti dorsali sono marroni scure, mentre le parti ventrali sono più chiare. Il muso è corto, con una foglia nasale molto lunga, lanceolata, ricoperta di peli, attraversata da una cresta longitudinale e con due fosse alla base che circondano le narici, circondate da escrescenze carnose. Sul labbro inferiore è presente un cuscinetto carnoso liscio e triangolare, mentre quello superiore è ricoperto di piccole verruche. Le orecchie sono molto grandi, larghe ed appuntite, con il margine anteriore che si curva alla base per unirsi sopra il muso. Un lobo carnoso è posizionato all'apertura del canale uditivo ed è in grado di chiuderlo completamente. Il trago è lungo circa la metà del padiglione auricolare, è appuntito e con due incavi alla base del margine posteriore. Le ali sono attaccate posteriormente sulla caviglia. La coda è lunga ed inclusa completamente nell'ampio uropatagio. Il calcar è lungo circa quanto il piede. Gli arti inferiori sono allungati.

## Biologia

### Comportamento
Si rifugia all'interno delle grotte in colonie fino a 500 individui. Si incontra in prossimità di corsi e specchi d'acqua.

### Alimentazione
Si nutre di insetti raccolti sulla vegetazione come ragni, falene e zanzare.

### Riproduzione
Femmine in allattamento sono state catturate in novembre, mentre altre in fase di post-allattamento in ottobre.

## Distribuzione e habitat
Questa specie è diffusa nel Venezuela meridionale e orientale, Guyana, Suriname occidentale, Guyana francese centrale e stato brasiliano di Rondônia, nella parte orientale del paese.
Vive nelle foreste primarie e secondarie. È spesso associata ad ammassi granitici ed altre formazioni rocciose simili.

## Conservazione
La IUCN Red List, considerato che questa specie è stata scoperta recentemente e ci sono poche informazioni circa il suo areale, lo stato della popolazione e i requisiti ecologici, classifica L.inusitata come specie con dati insufficienti (DD).